# Carl Ziermann

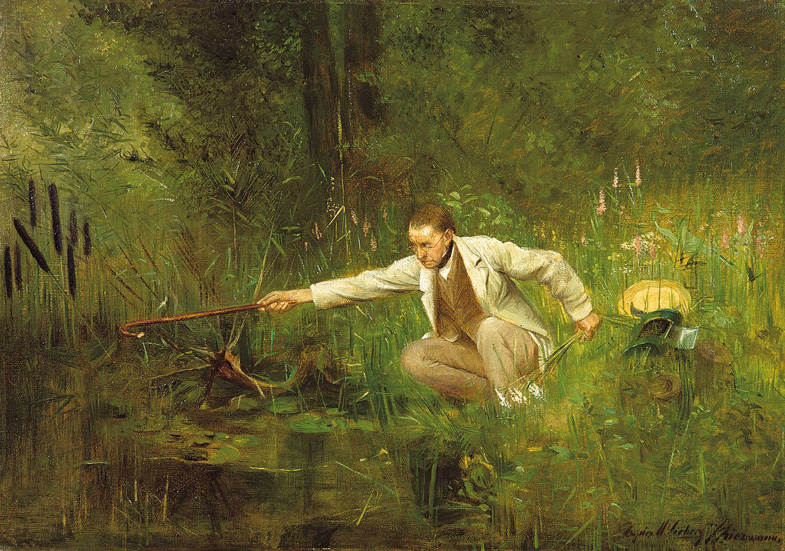
Der Botaniker, 1878

Carl Ziermann (* 18. August 1850 in Saalfeld/Saale; † 14. Februar 1881 in Bad Berka) war ein deutscher Genremaler.
Carl Ziermann war Schüler von Karl Gussow, Theodor Joseph Hagen und Albert Baur an der Weimarer Malerschule.
Für sein wohl bekanntestes Werk „Der Botaniker“ wurde er 1878 in Berlin mit der Kleinen Goldenen Medaille ausgezeichnet.
Er nahm an Kunstausstellungen in Bremen, Düsseldorf und Wien teil.
Carl Ziermann starb schon im Alter von 30 Jahren. 